# Ivan Vasiljevič Kirejevskij
Ivan Vasiljevič Kirejevskij ((rusky Ива́н Васи́льевич Кире́евский; 22. březnajul./ 3. dubna 1806greg., Moskva – 11. červnajul./ 23. června 1856greg., Petrohrad) byl ruský spisovatel a publicista, spolu s Alexejem Chomjakovem zakladatel a hlavní teoretik slavjanofilství.

## Život
Jako většina slavjanofilů pocházel Kirejevskij ze šlechtické rodiny statkářů, ze vzdělaného romantického prostředí, kde se zdůrazňovala citovost, kde se však setkal i se spisy Johna Locka a C. A. Helvétia. Jako mladý muž se kromě toho setkával s německými intelektuály a na svých cestách po Evropě i s G. W. F. Hegelem, F. Schleiermacherem, F. W. Schellingem nebo s francouzským historikem J. Micheletem. Roku 1832 vydával časopis "Evropejec" a roku 1845 krátce redigoval "Moskvitjana".

## Myšlenky
Hlavním předmětem Kirejevského zájmu byl jednak vztah Ruska a Evropy, šlo mu ale také o překonání rozporu mezi věděním a náboženskou vírou. Evropa byla podle něho formována racionalistickým a individualistickým myšlením, které nepřipouští žádnou "sobornost" (celistvost). Na té naopak byla založena pravá ruská tradice, která se však právě přiblížením k západnímu myšlení (například v ruském "rozkolu", oddělením starověrců od pravoslaví, nebo v reformách Petra Velikého) ztratila. Kirejevskij se snažil smířit tuto starou tradici s novou tradicí Ruska.